# Petro Dyachenko
Petro Dyachenko (Berezova Luka, Poltava Governatorate, Império Russo (atual Ucrânia), 30 de janeiro de 1895 - Filadélfia, Estados Unidos, 23 de abril de 1965) foi um comandante militar ucraniano que serviu como capitão do Exército Russo (Primeira Guerra Mundial ), coronel do Exército do Povo Ucraniano (1917–1921), major do Exército Polonês (1928–1939), oficial da Legião de Autodefesa Volhynian (também conhecido como 31. Schutzmannschaft-Bataillon des SD), comandante da Panzerjagd-Brigade Vilna Ukraina (1945) e Coronel do Exército Nacional Ucraniano (1945) e comandante da 2ª Divisão  Exército de Libertação da Ucrânia.

## Biografia
Durante a Primeira Guerra Mundial, Dyachenko serviu no 333º Regimento de Infantaria Russo. Ele se juntou à República Nacional da Ucrânia em sua luta contra as forças russas brancas e vermelhas. Após a reorganização do exército em 23 de julho de 1918, ele assumiu o comando do Regimento de Fuzileiros Independentes Zaporozhian (formado a partir de seu batalhão). Após a queda de Kiev para os bolcheviques e o colapso do Estado ucraniano, ele foi internado na Polônia junto com os soldados ucranianos restantes. Em 20 de julho de 1928, ele se alistou no exército polonês . Em 1928 ele serviu como comandante de companhia no 1º Regimento de Chevauleger polonês.
Em 1 de janeiro de 1934, ele se tornou vice-comandante do 3º Regimento Mazovian Chevauleger da Polônia. Como major, ele lutou no exército polonês em setembro de 1939. Após a capitulação, como oficial do exército polonês, ele foi capturado e enviado para um campo de prisioneiros de guerra alemão.
Em 25 de julho de 1941, Dyachenko tornou-se membro do Comitê Central Ucraniano. Em março de 1944 participou da organização do 31º Batalhão Schutzmannschafts (Legião Ucraniana de legítima defesa), controlado pela Alemanha nazista. Em agosto de 1944 ele se tornou comandante do 31. Schutzmannschafts-Bataillon der SD . Após a eclosão da Revolta de Varsóvia, Dyachenko recebeu ordens para se juntar aos combates e participou do esmagamento da resistência polonesa. 
Em 30 de janeiro de 1945 tornou-se comandante do 3º Regimento do Exército de Libertação da Ucrânia. Em fevereiro de 1945 comandou a Panzerjagd-Brigade Freie Ukraine. Em abril de 1945 ele era comandante do 2ª Divisão do Exército de Libertação da Ucrânica. Em 1945, os remanescentes da Vilna Ukraina foram incorporados ao exército do general Pavlo Shandruk, formando o Exército Nacional Ucraniano. Em 7 de maio de 1945, Dyachenko foi promovido ao posto de general.
Por suas ações durante a Batalha de Bautzen, Dyachenko foi condecorado com a Cruz de Ferro de Segunda Classe em 1945.
Em maio de 1945, ele e os remanescentes da 2ª Divisão do Exército de Libertação da Ucrânica se renderam às forças dos Estados Unidos na Áustria. Mais tarde, ele morou na Alemanha Ocidental e nos Estados Unidos. Em 2015, Dyachenko foi homenageado pelo Parlamento ucraniano com celebrações especiais de estado em sua memória, levantando protestos na Polônia 